# Сарыбалык (озеро, Костанайская область)
Сарыбалык (каз. Сарыбалық) — озеро в Узункольском районе Костанайской области Казахстана. Находится в 15 км к юго-востоку от села Пресногорьковка и на западе села Казанка.
По данным топографической съёмки 1959 года, площадь поверхности озера составляет 1,23 км². Наибольшая длина озера — 1,7 км, наибольшая ширина — 1,1 км. Длина береговой линии составляет 4,4 км, развитие береговой линии — 1,11. Озеро расположено на высоте 157,3 м над уровнем моря.